# Federico Mattiello
Federico Mattiello (nascut el 14 de juliol de 1995) és un futbolista italià que actualment juga com defensa de la Juventus FC.